# Frost (glazbenik)
Kjetil-Vidar Haraldstad, poznatiji kao Frost (Øyer, Oppland, 28. lipnja 1973.), norveški je black metal-bubnjar. Najpoznatiji je kao bubnjar sastava Satyricon i 1349.
Svirao je sa skupinama kao što su Gorgoroth, Gehenna, Zyklon-B i Keep of Kalessin. Godine 1993. pridružio se Satyriconu, u kojem je svirao na demoalbumu The Forest Is My Throne i čiji je član i danas. Diplomirao je inženjerstvo nakon što je pohađao tečaj računarstva na Sveučilištu u Oslu.
Kad su 1349 i Satyricon otišli na turneju po SAD-u, Frost nije mogao nastupati jer mu je zbog napada tijekom devedesetih godina 20. stoljeća nije bila odobrena viza.  Zamijenili su ga Tony Laureano, Joey Jordison i Trym Torson. Smatra se jednim od najbržih i najboljih bubnjara black metala. 
Pojavio se u filmu Until the Light Takes Us. Od 2018. je vegan.

## Diskografija
Satyricon
- Dark Medieval Times (1993.)
- The Shadowthrone (1994.)
- Nemesis Divina (1996.)
- Rebel Extravaganza (1999.)
- Volcano (2002.)
- Now, Diabolical (2006.)
- The Age of Nero (2008.)
- Satyricon (2013.)
- Deep Calleth upon Deep (2017.)

Gorgoroth
- Antichrist (1996.)
- Destroyer (1998.)
- Ad Majorem Sathanas Gloriam (2006.)

1349
- Liberation (2003.)
- Beyond the Apocalypse (2004.)
- Hellfire (2005.)
- Revelations of the Black Flame (2009.)
- Demonoir (2010.)
- Massive Cauldron of Chaos (2014.)
- The Infernal Pathway (2019.)

Keep of Kalessin
- Reclaim (2003.)